# Caracol-vízesés
A Caracol-vízesés (portugálul: Cascata do Caracol) egy 130 méter magas vízesés Brazíliában, körülbelül 7 kilométerre Canelától, a Caracol Állami Parkban (Parque do Caracol). A Geral-hegységben a Caracol-folyó alakítja ki, miközben a lezuhog a bazaltsziklákról a Lageana-völgybe. A vízesés a Brazil-felföld fenyőerdőzónájának és a délnyugati parti Atlanti-parti Esőerdő Rezervátum találkozásánál található. A vízesés egy meredek, 927 lépcsőfokból álló ösvényen közelíthető meg.
Népszerű turistalátványosság, a második leglátogatottabb vízesés Brazíliában az Iguazú-vízesés után. 2009-ben mintegy 289 ezer látogatója volt. A közelében található egy panorámakilátást nyújtó megfigyelőtorony, amire lifttel is fel lehet menni. A toronyban étterem is található.

## Fordítás
- Ez a szócikk részben vagy egészben  a   Caracol Falls című angol Wikipédia-szócikk ezen változatának fordításán alapul.  Az eredeti cikk szerkesztőit annak laptörténete sorolja fel. Ez a jelzés csupán a megfogalmazás eredetét és a szerzői jogokat jelzi, nem szolgál a cikkben szereplő információk forrásmegjelöléseként.